# Sidi El Houari
Sidi El Houari es un distrito histórico en el norte de la ciudad argelina de Orán. Aquí se encuentran los orígenes históricos de la ciudad de Orán. 
Actualmente es un barrio deprimido y sus edificios se encuentran en un estado lamentable.

Alfoz y distritos de Orán.

## Origen del nombre
El barrio recibe el nombre en recuerdo de su santo patrón. Un imam que compartió sus experiencias religiosas con los oraneses. En este distrito se encuentra la piel del santo. 
El término Sid tiene valor de deferencia y de cortesía y hoy muchos de los habitantes de esta ciudad se llaman Houri o mujeres llamadas Houaria. 

## Ubicación
|                     | Norte: Puerto |                            |
| Oeste: Front de mer |               | Este: Fuerte de Santa Cruz |
|                     | Sur: Casbah   |                            |

## Lugares emblemáticos
- Antigua prefectura procedente de Stalingrado
- Vestigios españoles que datan del siglo XVI

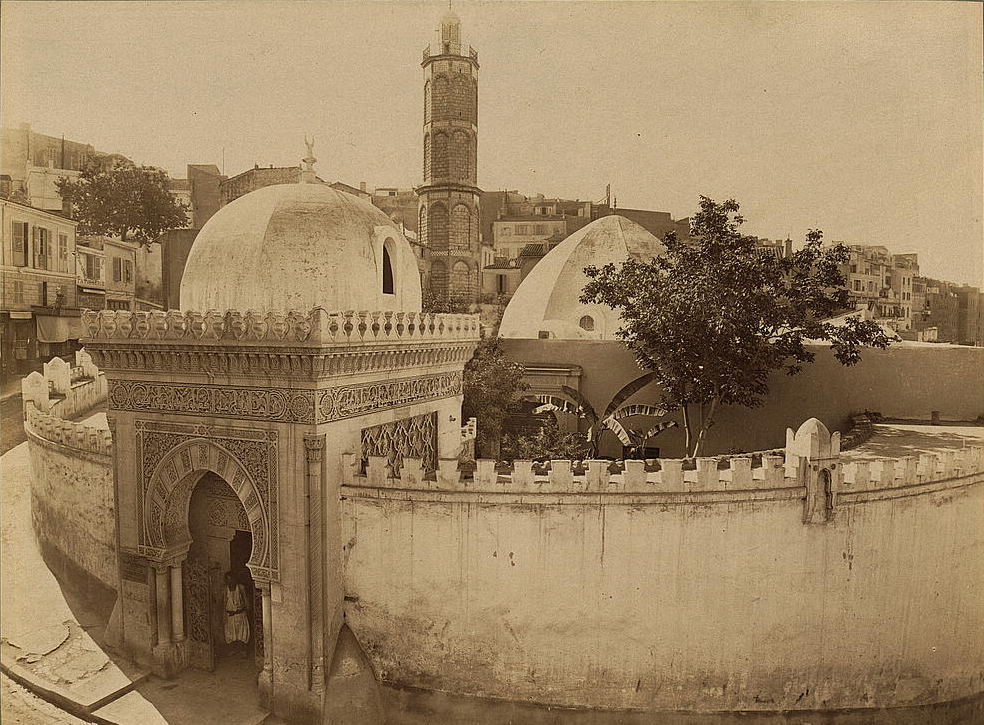
Mezquita de Hassan Basha

- Palacio del Bey de Orán.
- Mezquita del Pachá
- Plaza Kleber